# 응우옌냑
응우옌냑(베트남어: Nguyễn Nhạc, 阮岳, 1743년~1793년) 또는 응우옌반냑(베트남어: Nguyễn Văn Nhạc, 阮文岳)은 대월 떠이선 왕조의 황제(1778년~1788년)이다. 연호는 타이득이다.